# Cromptodon
Cromptodon — викопний рід цинодонтів з тріасу Серро-Байо-де-Портрерільос, формація Серро-де-лас-Кабрас, Аргентина, Південна Америка. Відомо лише з ПВЛ 3858, нижня щелепа.

## Опис
Довжина черепа оцінюється у 2,7 сантиметра.
Вважається, що морфологія та розподіл чашечок на задніх іклах дуже схожі на Thrinaxodon liorhinus, але відрізняються тим фактом, що cingulum лінгвально ширший. Бонапарте вважав, що вінцевий, передсуглобовий і ангулярний відростки були більш розвинені, ніж у Thrinaxodon, оскільки вони більше схожі на Tribolodon (нині Bolotridon). Нижні постікла розширені в букколінгвальному напрямку.

## Класифікація
Спочатку Бонапарте класифікував кромптодона як галезавріда. У 1991 році Дж. А. Хопсон вказав на схожість між зубами Кромптодона та молодого Алеодона та перекласифікував Кромптодона як хінікводонтіда. У 2003 році Фернандо Абдала та Норберто П. Джанніні систематично описали Chiniquodontidae і виявили, що Cromptodon і Aleodon не належать до Chiniquodontidae, оскільки в обох не було ознак, які, як виявилося в їхньому дослідженні, були б діагностичними для родини, хоча для забезпечення певного таксономічного розташування потрібен був додатковий матеріал.